# Ceraphron pallipes
Ceraphron pallipes är en stekelart som först beskrevs av Thomson 1858.  Ceraphron pallipes ingår i släktet Ceraphron och familjen pysslingsteklar. Arten är reproducerande i Sverige. Inga underarter finns listade i Catalogue of Life.